# Big Brother
Big Brother (Veliki brat) je resničnostna oddaja, v kateri več tekmovalcev živi v hiši izolirani od okolice ter izpolnjujejo določene naloge. TV gledalci z glasovanjem izločajo tekmovalce, dokler ne ostane samo še zmagovalec. Prvič so oddajo predvajali na Nizozemskem leta 1999, od takrat pa so lokalne različice predvajali še v okrog 70 državah. Ime Veliki brat je navdihnil lik iz Orwellove knjige 1984, kjer je Veliki brat voditelj države Oceanije, ki vse vidi. 
V Sloveniji je prvi tri sezone oddaje Big Brother (Slovenija) predvajal Kanal A, prvo sezono s slavnimi stanovalci pa je predvajal program Pop TV.